# Война за ухо Дженкинса
«Война за ухо Дженкинса» (англ. The War of Jenkins' Ear) — колониальная война между Англией и Испанией, которая велась главным образом в бассейне Карибского моря. Длилась с 1739 по 1742 годы и плавно перетекла в более крупное общеевропейское противостояние — Войну за австрийское наследство, к которой стала своеобразным прологом. Название этой войны было введено британским историком Томасом Карлейлем в 1858 году; оно связано с историей капитана торгового судна Роберта Дженкинса, который в 1738 году предъявил английскому парламенту предположительно своё отрезанное ухо в качестве доказательства насильственных действий испанцев в отношении английских мореплавателей, что и послужило формальным поводом к войне. В Испании этот конфликт известен как «Война за асье́нто» (исп. Guerra del Asiento), что более точно указывает на глубинные причины столкновения двух морских держав — борьбу за торговое господство в Новом Свете.

## Предыстория
Хотя Испания в то время уже около 200 лет владела обширными колониями в Центральной Америке, управление и снабжение в них было организовано крайне неэффективно. Из-за отсутствия собственного торгового флота, испанские колониальные власти были вынуждены целиком полагаться на услуги иноземцев, в руках которых оказалась сосредоточена большая часть трансатлантической торговли Испании. Если в XVII веке главную роль в этой торговле играли голландские купцы, то к началу XVIII века лидерство постепенно перешло к Франции и Англии. Последняя всё активнее наращивала своё присутствие в Карибском бассейне, постепенно вытесняя голландцев и перехватывая товарные потоки и контракты испанской короны.
Торговое влияние Англии подкреплялось широкой иммиграцией и освоением новых территорий, прежде входивших в испанскую сферу влияния. Так, к середине XVIII века англичан только в Южной Каролине насчитывалось больше, чем испанцев во всей испанской Флориде. Испанская колониальная империя стремительно утрачивала контроль над торговыми путями из Вест-Индии, а Англия наращивала своё превосходство.
Испанская монархия, однако, всеми силами пыталась замедлить английское проникновение, отдавая предпочтение своей союзнице Франции. Это удавалось всё хуже. По условиям Утрехтского мира (1713), завершившего Войну за испанское наследство, Великобритании отошла прежде принадлежавшая французам «асьенто» — монополия на ввоз рабов в испанскую Вест-Индию, на чём держалась вся экономика колоний. По этой монополии Англия получила право ежегодной доставки в испанские колонии 5000 рабов и по 500 тонн товаров в Веракрус и Портобело. Это способствовало вторжению английских купцов на прежде закрытые для них испанские колониальные рынки. В результате, например, половина оборота крупнейшей ярмарки в Портобело приходилась на долю британского ежегодного корабля.
Испанские колониальные власти крайне слабо контролировали потоки грузов, а британцы стремились расширить своё присутствие, что привело к тотальному росту контрабанды. Дошло до того, что испанские колониальные администрации устанавливали особые налоги на контрабанду, которая де-факто превратилась в основной источник выживания колоний. Таким положением были недовольны обе стороны. Англичане жаловались, что их монополия подрывается конкуренцией французских и голландских контрабандистов, которые совершенно открыто ввозили в Америку рабов, мануфактуру и другие товары, а испанцы были возмущены самовольными действиями английских купцов, которые торговали с колониями в обход годового лимита, установленного правом «асьенто».
Стремясь обуздать поток контрабанды, испанские королевские чиновники создали особый институт гвардакостасов («охраны побережья») — наёмных сторожевых кораблей, что по сути являлось узаконенным пиратством. Гвардакостасы, получившие королевскую лицензию, имели право останавливать и досматривать любой иноземный корабль, чем беззастенчиво пользовались. По данным британского правительства, с 1713 по 1731 годы испанскими каперами в карибских водах было конфисковано или ограблено более 180 английских торговых кораблей.
Всё это усиливало англо-испанскую напряжённость, что привело к серии войн, последняя из которых — Англо-испанская война 1727—1729 годов — закончилась фактическим разрывом торговых отношений. Король Испании Филипп V отозвал у англичан «асьенто» и приказал конфисковать все британские корабли, стоявшие в тот момент в испанских гаванях.

## Начало конфликта
Утрата монополии, а также помехи, чинимые британским торговцам испанскими военными и пиратами, вызвали резкое недовольство в Англии. Однако английское Морское министерство и премьер-министр Роберт Уолпол всячески стремились воздержаться от открытой войны с Испанией, поскольку объективно все европейские державы были заинтересованы в сохранении испанского господства над громадными территориями Вест-Индии. Испанская колониальная империя была общепризнанным мировым посредником, обеспечивавшим сбор сокровищ Нового Света и их транзит в Европу, где американские товары (прежде всего серебро, меха, какао и сахар) поступали на международный рынок. Несмотря на плохую управляемость испанских колоний, эта торговая система, основанная на суверенитете Испании над американскими территориями, отличалась многолетней стабильностью, и Англия, наряду с Голландией, Францией, Генуей и другими морскими державами, была заинтересована в её сохранении. Гораздо выгоднее было эксплуатировать существующие испанские торговые пути, чем вытеснять Испанию из Вест-Индии и затем выстраивать новую торговую систему, что потребовало бы колоссальных сроков и издержек.
Однако эта позиция кабинета Уолпола подвергалась критике оппозиции, требовавшей защитить британское торговое судоходство в карибских водах от произвола испанских таможенников и пиратов. Последней каплей, переполнившей чашу терпения парламента и ставшей формальным поводом к войне, стал инцидент с английским капитаном Робертом Дженкинсом, который лишился уха в результате нападения испанцев на его корабль.

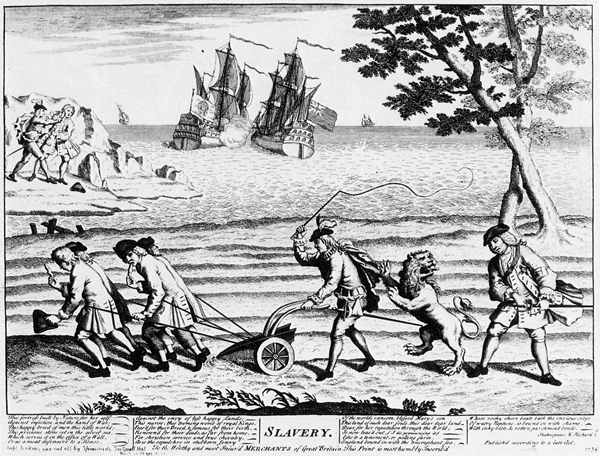
Английская карикатура «Рабство» (1738), высмеивающая испанскую колониальную систему: британский лев погоняет сохой, в ярмо которой запряжены рабы; в верхнем левом углу изображён офицер Хулио Фандиньо, отрезающий ухо Роберту Дженкинсу; рядом — морской бой между английским и испанским кораблями

### Инцидент с ухом Дженкинса
Роберт Дженкинс — английский купец и моряк, который в марте 1738 года явился на заседание Палаты общин английского парламента, и предъявил парламентариям заспиртованное человеческое ухо, утверждая, что это ухо в бутыли — это его собственное ухо, отрезанное рукой испанского офицера. По версии Дженкинса, рассказанной в парламенте, 9 апреля 1731 года командир испанского военного корабля «Ла Исабела», Хулио Леон Фандиньо, остановил бриг Дженкинса «Ребекка» и предъявил обвинение в нелегальной торговле ромом в карибских владениях Испании. Бриг отконвоировали в порт Гаваны и там Дженкинса под дулами мушкетов заставили встать на колени, а когда он попытался возмутиться, испанский офицер отрезал ему ухо, издевательски посоветовав отвезти этот «трофей» королю Георгу и добавив: «То же самое случится и с ним (королём), если он будет пойман на контрабанде».
Эта история была предъявлена как яркий пример действий испанцев в отношении английских нелегальных торговцев. Его выступление перед Палатой общин вызвало бурную реакцию депутатов. По словам У. Черчилля, «ухо Дженкинса потрясло воображение общественности и стало символом всеобщего возбуждения. Было ли это действительно его собственное ухо и потерял ли он своё ухо действительно в ходе испанского обыска, так и осталось невыясненным, однако влияние этого сморщенного объекта оказалось невероятно велико».
Возмущённые парламентарии расценили инцидент в Гаване как оскорбление, нанесённое всей Англии, и потребовали от премьер-министра Роберта Уолпола объявить Испании войну. Несмотря на нежелание кабинета вступать в конфликт, Уолпол вынужден был подчиниться нажиму оппозиции, и 23 октября 1739 года была объявлена война. Манифест сопровождался колокольным звоном и народными гуляниями в Лондоне.

## Ход войны
Война велась за колонии в Карибском море. Целью было устранение испанского доминирования в регионе и испанской трансатлантической торговли. При нападениях на испанские форты англичане, особенно в первый год войны, смогли достичь существенных успехов, в том числе взятия Портобело. Однако впоследствии операции по высадке пехоты начали проваливаться, к тому же численность экспедиционного корпуса англичан стала таять из-за вспышки тропических болезней.
Англия первые свои удары направила против испанских колоний в Вест-Индии, из-за которых началась война. План англичан состоял в захвате испанских владений на Панамском перешейке с двух сторон. Вице-адмирал Вернон должен был напасть со стороны Мексиканского залива, а коммодор Ансон — обогнуть мыс Горн и помогать ему со стороны Тихого океана.
16 июля 1739 года адмирал Вернон получил приказ открыть боевые действия против Испании. 28 сентября его флот прибыл на Антигуа, а 12 октября в Порт-Ройял на Ямайке. Он намеревался атаковать испанские галеоны в Гаване, но их там не оказалось. По его мнению самым чувствительным ударом для Испании была бы утрата Кубы, но завоевание Кубы требовало бы слишком много времени и средств, поэтому он решил атаковать Картахену или Порто-Белло. Наиболее реальным ему показался захват Порто-Белло. 5 ноября он покинул Ямайку с эскадрой из шести кораблей и направился к Порто-Белло.

### Ноябрь 1739: захват Портобело
20 ноября 1739 года эскадра Вернона подошла к гавани Порто-Белло, и 21 ноября начала бомбардировку укрепления «Железный замок», одного из трёх укреплений города. Когда стены крепости были повреждены, Вернон высадил десант и легко захватил крепость. Он рассчитывал обстрелять и остальные две крепости, но изменившийся ветер не дал ему такой возможности. Утром 22 ноября эскадра снова выдвинулась для обстрела крепостей, но в это время испанцы пошли на переговоры. В полдень губернатор Порто-Белло согласился на предложенные ему условия капитуляции. Вернон задумывался о том, чтобы дойти по суше до Панамы и захватить её, но в итоге решил, что это слишком рискованно. Он остался в Порто-Белло на три недели, за это время полностью разрушив его укрепления. Затем он вернулся в Порт-Ройял для пополнения припасов эскадры.

### Битва за Картахену
В марте 1741 года Вернон с эскадрой и 10 000 корпусом войск осадил Картахену, но осада окончилась неудачно и англичане вернулись на Ямайку.
Предпринятые в 1741 году англичанами атаки против Гуайры и Порто-Кабелло в Венесуэле тоже не имели успеха.

### Экспедиция Ансона
Экспедиция Ансона вследствие неготовности кораблей вышла только в конце 1740 года и с огромными лишениями добралась до западного берега Южной Америки. Узнав о неудаче при Картахене, Ансон решил вернуться в Англию через Тихий океан и по дороге сделал попытку завладеть «Манильским галеоном», отправлявшимися ежегодно из Акапулько в Манилу. После перехода через океан у него остался только один корабль, но галеон с 1,5 миллионами долларов ему удалось захватить. Экспедиция Ансона возбудила тревогу во всех испанских колониях.

## В культуре
- Захват Ансоном испанского галеона описан в книге Дэвида Гранна «Вейджер».

### Статьи
- Harold W. V. Temperley. The Causes of the War of Jenkins' Ear, 1739 (англ.) // Transactions of the Royal Historical Society. — Cambridge University Press, 1909. — Vol. 3. — P. 197-236. — doi:10.2307/3678276.
- Stephen L.Liston. Traumatic amputation of the external ear: The War of Jenkins' Ear and George Washington (англ.) // The American Journal of Surgery. — Elsevier Inc., 1984. — Vol. 148, iss. 5. — P. 599-601. — doi:10.1016/0002-9610(84)90331-3.